# (1335) Demoulina
(1335) Demoulina – planetoida z grupy pasa głównego asteroid okrążająca Słońce w ciągu 3 lat i 130 dni w średniej odległości 2,24 au. Została odkryta 7 września 1934 roku w Landessternwarte Heidelberg-Königstuhl w Heidelbergu przez Karla Reinmutha. Nazwa planetoidy pochodzi od prof. Demoulina, belgijskiego astronoma z Uniwersytetu w Gandawie. Przed nadaniem nazwy planetoida nosiła oznaczenie tymczasowe (1335) 1934 RE.